# Knud (dokumentarfilm)
 For alternative betydninger, se Knud. (Se også artikler, som begynder med Knud)
Knud er en dansk portrætfilm fra 1965 instrueret af Jørgen Roos og efter manuskript af Jørgen Roos og Palle Koch.

## Handling
"Knud hørte hjemme i to verdener, var to mennesker" - lyder det præcist rammende i Jørgen Roos' klassiske filmværk om polarforskeren Knud Rasmussen (1879-1933), der kortlagde store kyststrækninger i Grønland, grundlagde handelsstationen i Thule og indsamlede sagn og andre vidnesbyrd om eskimoernes kultur i sidste øjeblik, "mens de endnu levede deres eget liv". En livsgerning fremlægges ved hjælp af fotografier, gamle filmoptagelser og tegninger, men »Knud« er frem for alt et følsomt, poetisk portræt af en mand mellem to verdener: Han var velkommen i begge og blev i Danmark kaldt "sejrherren fra det store mørke", men følte samtidig, at eskimoerne var de "rigtige mennesker, nye mennesker". Knud Rasmussen blev fejret og feteret, men bekendte sig især til "ensomhedens styrke og skønhed"!